# Michelle Teran
Michelle Teran (ur. 1966 w Kanadzie) – kanadyjska pedagog, artystka i badacz sztuki.

## Życiorys i twórczość
Jest profesorem praktyk społecznych w Akademii Willema de Kooninga. Jej zainteresowania badawcze obejmują m.in. sztukę zaangażowaną społecznie, ruchy społeczne, pedagogikę feministyczną i krytyczną. Uzyskała doktorat z filozofii w dziedzinie badań artystycznych na Wydziale Sztuk Pięknych, Muzyki i Projektowania Uniwersytetu w Bergen. Wraz z Markiem Herbstem jest współredaktorem Everything Gardens!. Bada m.in. zagadnienia globalnego kryzysu ekologicznego i jego społecznych reperkusji, a także związane z tymi zagadnieniami nowatorskie formy edukacji. Angażuje się w społeczne praktyki ekologiczne w obszarze uczenia się w Berlinie (gdzie mieszka). Jest członkiem kolektywu redakcyjnego czasopisma Situationer Workbook/Situationer Cookbook (zagadnienia pedagogiki transformacyjnej, Rotterdam), który opisuje eksperymentalne praktyki uczenia się. Jest laureatką kilku nagród, m.in. Transmediale, nagrodę Turku2011 Digital Media + Art Grand Prix Award, wyróżnienie na Ars Electronica oraz międzynarodowego konkursu Vida 8.0 Art + Artificial Life.

## Wystawy
Najważniejsze wystawy:
- 2010: Mediations Biennale, Poznań (grupowa),
- 2010: Futurity now!, Berlin (grupowa),
- 2010: Portables, Santiago de Chile (grupowa),
- 2010: CyberArts exhibition, Linz (grupowa, Ars Electronica),
- 2010: Hacking de city, Essen (grupowa),
- 2010: Stadt am Rande, Pekin, Instytut Goethego (grupowa),
- 2010: Soft Borders, Sao Paolo (grupowa),
- 2009: Techformance, Madryt (grupowa),
- 2008: Bolid Centre for Contemporary Art, Girona (indywidualna),
- 2006: Dual Realities, Seul (grupowa),
- 2006: Always On, Barcelona (grupowa)[1].